# Tom Kestens
Tom Kestens (Mechelen, 20 februari 1974) is een Vlaams muzikant en componist.

## Levensloop
Kestens volgde muziekhumaniora aan het Lemmensinstituut te Leuven en studeerde aan het conservatorium van Gent. Hij speelt keyboard en gitaar en zingt, maar zijn eerste instrument was viool.
Hij speelde als toetsenist van 1998 tot 2002 bij Das Pop, waarna hij zijn eigen groep Lalalover in 2003 oprichtte. In 2008 toerde hij met Sam Bettens tijdens zijn theatertournee.  Hij schreef de soundtrack voor enkele films (waaronder Vidange perdue) en de muziek bij enkele theaterproducties.
Zo maakte hij ook de soundtrack bij de Canvas-reeks Wildcard: Myanmar, een docu-reeks van Johan Terryn en BlazHoffski met Ramsey Nasr  (1974), waarin de auteur met geneeskundestudenten van de Universiteit Antwerpen naar Myanmar trekt.
Met de verkiezingen van 10 juni 2007 kwam hij op voor de senaatslijst van Groen! en in 2009 stond hij op de Europalijst van dezelfde partij. Met ex-politica Els Keytsman en klimaatambassadeur Serge de Gheldere richtte hij in augustus 2007 de vzw People for Earth op.
In 2012 werd Kestens een van de zeven gemeenteraadsleden voor de Groene fractie op de Stadslijst van burgemeester Bart Somers in Mechelen. Kestens werkt tevens voor Unizo als stafmedewerker rond creatieve economie en eerlijke ambachten.

## Albums
In 2005 verscheen de debuutplaat van Lalalover: Heliotropic. De producer was Krewcial.
In oktober 2008 kwam er een tweede album: The runner.
Intussen heeft hij al zijn derde album uit De Bron 

## Theater
In 2008 speelde hij samen met Bert Vannieuwenhuyse de familievoorstelling De Jongen in De Maan.
Hij is een neef van Karel en Frans Verleyen.  Zelf schreef en publiceerde hij ook poëzie, die hij onder andere in De Brakke Hond voorstelde.
In 2009 toerde hij samen me Greg Timmermans rond in Vlaanderen. De voorstelling heette A day in The Life. Timmermans acteert, terwijl Kestens musiceert.
In 2019 toert hij met Maud Vanhauwaert en Geert Waegeman in het programma "Mijn punt is eigenlijk", op het spanningsveld tussen poëzie, muziek en experiment.